# (200011) 2007 LC9
(200011) 2007 LC9  es un asteroide perteneciente al cinturón de asteroides, descubierto el 8 de junio de 2007 por el equipo del Catalina Sky Survey desde el Catalina Sky Survey, Arizona, Estados Unidos.

## Designación y nombre
Designado provisionalmente como 2007 LC9.

## Características orbitales
2007 LC9  está situado a una distancia media del Sol de 2,994 ua, pudiendo alejarse hasta 3,381 ua y acercarse hasta 2,607 ua. Su excentricidad es 0,129 y la inclinación orbital 3,894 grados. Emplea 1892,94 días en completar una órbita alrededor del Sol.

## Características físicas
La magnitud absoluta de 2007 LC9 es 16.